# Instituto de Diversidad y Ecología Animal
El Instituto de Diversidad y Ecología Animal (IDEA) es un centro argentino de investigación y desarrollo dedicado a la ecología y biología de animales. Su filiación es de doble dependencia entre la Universidad Nacional de Córdoba y CONICET.

## Historia
El Instituto se fundó en 2011, con la unión de diversos grupos de investigación de la Facultad de Ciencias Exactas de la Universidad Nacional de Córdoba que trabajaban con especies de animales. La Dra. Noemí Gardenal fue elegida como la primera directora del IDEA ese mismo año, mientras que la Dra. Mónica Martella asumió como vicedirectora. 
En septiembre de 2017 se inauguró la Estación Biológica de Mar Chiquita en la ciudad de Miramar, una residencia equipada para realizar actividades de investigación, docencia y extensión. En 2018 asume el Dr. Joaquín Navarro como director del Instituto, a quien secunda el Dr. Gerardo Leynaud.

## Objetivos
Los objetivos del Instituto según su sitio web sonː
1. Abordar la sistemática, la biogeografía, la genética, la ecofisiología, el comportamiento, la conservación, la ecología y la evolución de especies animales en diferentes niveles.
2. Formar recursos humanos en investigación con aptitudes para desempeñarse en forma competitiva a nivel internacional en las diferentes subdisciplinas.
3. Facilitar la transferencia científico-tecnológica a la sociedad
4. Proponer la realización de convenios con instituciones nacionales o internacionales, para el desarrollo de proyectos de investigación conjuntos

## Líneas de Investigación
Las investigaciones del instituto se encuentran enmarcadas en las siguientes temáticasː
- Estudio de artrópodos
- Ecotoxicología
- Ecología y conservación de fauna silvestre
- Herpetología
- Nematología
- Genética de poblaciones y Filogenia
- Biología Marina

## Laboratorios
- Grupo de Biología de Ambientes Acuáticos (Dir: Marcos Tatián)
- Laboratorio de Biología del Comportamiento (Dir: Margarita Chiaraviglio)
- Laboratorio de Biología Reproductiva y Evolución (Dir: Alfredo Peretti)
- Grupo de Ecología y Ecofisiología de Aves (Dir: Susana Peluc)
- Ecosistemas Marinos Polares (Dir: Ricardo Sahade)
- Grupo de Ecología y Conservación de Vida Silvestre (Dir: Fernando Barri)
- Grupo de Ecología y Conservación de la Herpetofauna (Dir: Nicolás Pelegrin)
- Grupo de Ecología y Conservación de Humedales Argentinos (Dir: Enrique Bucher)
- Grupo de Ecología y Conservación de Mamíferos (Dir: Verónica Quiroga)
- Laboratorio de Biogeografía Aplicada (Dir: Ricardo Torres)
- Laboratorio de Estudios Ecotoxicológicos y Ambientales en Animales (Dir: María de los Ángeles Bistoni y Andrea Hued)
- Laboratorio de Genética de Poblaciones y Evolución (Dir: Marina Chiappero y Raúl González Ittig)
- Herpdiversitas (Dir: Mario Cabrera)
- Laboratorio de Herpetología (Dir: Gerardo Leynaud)
- Grupo Opiliones (Dir: Luis Acosta)
- Laboratorio de Nematología (Dir: Marcelo Doucet y Paola Lax)
- Proyecto Ñandúes (Dir: Joaquín Navarro)
- Grupo de Ecología y Control de Insectos (Dir: David Gorla)